# Gaotai (köpinghuvudort i Kina, Liaoning Sheng, lat 40,38, long 120,23)
Gaotai (kinesiska: 高台, 高台镇) är en köpinghuvudort i Kina. Den ligger i provinsen Liaoning, i den nordöstra delen av landet, omkring 310 kilometer sydväst om provinshuvudstaden Shenyang. Antalet invånare är 26 122. Befolkningen består av 12 453 kvinnor och 13 669 män. Barn under 15 år utgör 16,0 %, vuxna 15-64 år 73 %, och äldre över 65 år 10,0 %.
Runt Gaotai är det tätbefolkat, med 266 invånare per kvadratkilometer. Närmaste större samhälle är Suizhong, 10,3 km sydost om Gaotai. Trakten runt Gaotai består till största delen av jordbruksmark.
Genomsnittlig årsnederbörd är 736 millimeter. Den regnigaste månaden är juli, med i genomsnitt 195 mm nederbörd, och den torraste är januari, med 4 mm nederbörd.